# Questo amore (canção)
Questo amore (Este amor) foi a canção que representou a Itália no Festival Eurovisão da Canção 1978, interpretada em italiano pela banda Ricchi e Poveri. A canção tinha letra de Sergio Bardotti, foi composta por Dario Farina e Mauro Lusini e orquestrada por Nicola Samale.
A canção é um elogio ao amor que os cantores sentem uns pelos outros (ele fazem o papel de amantes na canção). O amor é descrito como uma força poderosa que toda a gente/todo o mundo gosta de experimentar.
A canção italiana foi a terceira a desfilar no evento (a seguir à canção norueguesa e antes da canção finlandesa interpretada por Seija Simola. Após a votação, posicionaram-se em 12.º lugar e receberam 53 pontos.